# Ozero Glusjets
Ozero Glusjets (ryska: Озеро Глушец) är en korvsjö i Belarus.   Den ligger i voblasten Homels voblast, i den östra delen av landet, 290 km sydost om huvudstaden Minsk. Ozero Glusjets ligger 114 meter över havet.
Omgivningarna runt Ozero Glusjets är en mosaik av jordbruksmark och naturlig växtlighet. Runt Ozero Glusjets är det tätbefolkat, med 257 invånare per kvadratkilometer.